# Liste von Persönlichkeiten der Stadt Bad Frankenhausen/Kyffhäuser
Die Liste von Persönlichkeiten der Stadt Bad Frankenhausen/Kyffhäuser enthält Personen, die in der Geschichte der thüringischen Stadt Bad Frankenhausen/Kyffhäuser (bis 1927 Frankenhausen) im Kyffhäuserkreis eine nachhaltige Rolle gespielt haben. Es handelt sich dabei um Persönlichkeiten, die Ehrenbürger von Bad Frankenhausen/Kyffhäuser oder hier geboren sind oder hier gewirkt haben.
Zu den Persönlichkeiten aus den nach Bad Frankenhausen/Kyffhäuser eingemeindeten Ortschaften siehe auch die entsprechenden Ortsartikel.

## Ehrenbürger
- Wilhelmm Schall (1828–1916), Großkaufmann und Bankier[1]
- Ernst Graef (1872–1922), Dr. med., Kreisphysikus
- 1917: Karl Apel, Knopfmacher
- 1918: Franz Winter, Landtagspräsident

## Söhne und Töchter der Stadt

### Bis 1900
- Johann Rothmaler (1601–1650), Theologe und Geistlicher, später Superintendent von Frankenhausen
- Heinrich Nicolaus Trebs (1678–1748), Hoforgelbauer des Herzogtums Sachsen-Weimar, bekannt vor allem durch seine Zusammenarbeit mit Johann Sebastian Bach
- Ludwig Friedrich von Beulwitz (1726–1796), Jurist
- Justus Friedrich Wilhelm Zachariae (1726–1777), Schriftsteller, Professor für Dichtkunst am Collegium Carolinum in Braunschweig
- August Zierfuß (1803–1867), Nadler und Unternehmer
- Theodor Obbarius (1817–1855), klassischer Philologe
- Karl Steinhäuser (1823–1903), Musiker in Mühlhausen/Thüringen
- Robert Herman Foerderer (1860–1903), von 1901 bis 1903 US-amerikanischer Kongressabgeordneter aus Pennsylvania
- Selmar Schönland (1860–1940), Botaniker, Erforscher der Flora im südlichen Afrika
- Franz Winter (1860–1920), erster sozialdemokratischer Präsident eines deutschen Landtags
- Rudolf Aderhold (1865–1907), Botaniker, geheimer Regierungsrat, Direktor der Kaiserlichen Anstalt für Land- und Forstwirtschaft in Berlin-Dahlem
- Robert Wiemann (1870–1965), Dirigent und Komponist
- Hugo L. Braune (1872–1937), Maler, Lithograf und Illustrator
- Wilhelm Apel (1873–1960), Politiker (SPD) und Landrat des Main-Taunus-Kreises
- Hugo L. Braune (1872–1937), Maler
- Wilhelm Alverdes (1896–1980), Gartenarchitekt
- Hermann Rübesamen (1892–1916), Schachkomponist

### 20. Jahrhundert
- Wilhelm Tarnogrocki (1904–1993), Leichtathlet und Olympiateilnehmer über 800 Meter, der in den 1920er-Jahren als Langsprinter und Mittelstreckenläufer aktiv war
- Rolf Lüdecke (1924–1973), Politiker (SED) sowie Partei- und Landwirtschaftsfunktionär
- Doris Schade (1924–2012), Schauspielerin
- Tom Schilling (* 1928), Choreograf für modernes Tanztheater, geboren in Esperstedt
- Gerhard Wolf (1928–2023), Schriftsteller und Verleger
- Rainer Kerndl (1928–2018), Schriftsteller und Theaterkritiker
- Hans-Dieter Döpmann (1929–2012), Kirchenhistoriker
- Günther Gaßmann (1931–2017), evangelisch-lutherischer Theologe
- Dietrich Burger (* 1935), Maler und Grafiker
- Reinhard Lauer (* 1935), Slawist und emeritierter Hochschullehrer
- Dieter Rex (1936–2002), Maler und Grafiker
- Sieghard Brandenburg (1938–2015), Musikwissenschaftler, der insbesondere als Beethoven-Forscher hervortrat
- Peter Petrel (* 1940), Sänger
- Gert Schilling (* 1945), Politiker (SPD), war von 1990 bis 2000 Bürgermeister des Berliner Stadtbezirks Weißensee
- Christa Wißkirchen (* 1945), Lehrerin, Komponistin und Autorin von Kinderbüchern
- Harald Vollmar (* 1947), Sportschütze und mehrfacher Olympiamedaillengewinner
- Gisela Wiesner (* 1947), ist eine deutsche Pädagogin und Hochschullehrerin
- Heinz-Helmut Wehling (* 1950), Ringer
- Reimund Neugebauer (* 1953), Ingenieur und Hochschullehrer, 10. Präsident der Fraunhofer-Gesellschaft
- Peter Rochhaus (* 1958), Museologe und Kunsthistoriker
- Kersten Steinke (* 1958), Politikerin (Die Linke), MdB
- Edgar Knobloch (* 1968), zeitgenössischer Künstler, lebt seit 1998 in Leipzig
- Nils Schumann (* 1978), Leichtathlet und Olympiasieger
- Dapayk (* 1978), Produzent und Labelbetreiber
- Eva Padberg (* 1980), Model
- Ulrich Brandhoff (* 1985), Schauspieler
- Christopher Handke (* 1989), Fußballspieler
- Carsten Kammlott (* 1990), Fußballspieler

## Persönlichkeiten, die mit der Stadt in Verbindung stehen

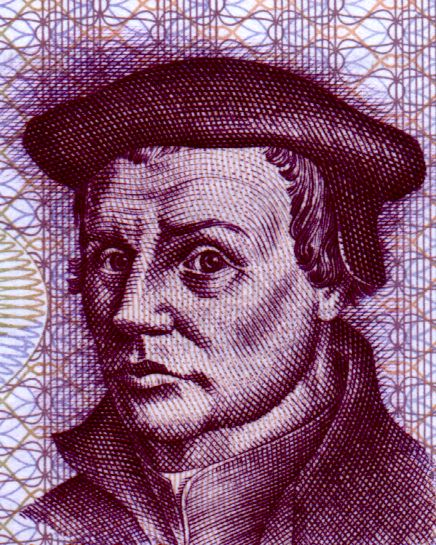
Thomas Müntzer auf der 5-DDR-Mark-Banknote

- Thomas Müntzer (1489–1525), Theologe und Bauernführer im Bauernkrieg
- Johann Thölde (1565–1614), Alchemist und Salinenfachmann, Rats- und Pfannherr in Frankenhausen
- Sethus Calvisius (1556–1615), Komponist, ging in Frankenhausen zur Schule
- Philipp Ernst Förster (1618–1658), Beamter, zeitweise Syndikus von Frankenhausen
- Johann Hoffmann (1644–1718), evangelischer Kirchenliederdichter und Pädagoge, Rektor der Schule von Frankenhausen
- Johann Arnold Zeitfuchs (1671–1742), Theologe und Schriftsteller, ging in Frankenhausen zur Schule
- August Wilhelm Reinhart (1696–1770), Pastor in Frankenhausen
- Julius Strobel (1814–1884), Orgelbauer, lebte ab 1842 in Frankenhausen
- Friedrich Lüttich (1849–1912), Landwirt und Reichstagsabgeordneter, gestorben in Frankenhausen
- Anna Ritter (1865–1921), Schriftstellerin, lebte einige Zeit in Frankenhausen
- Alfred Berg (1876–1945), Lehrer, Gründungsdirektor des Kreisheimatmuseums
- Leonhard Schrickel (1876–1931), Schriftsteller, starb in Frankenhausen
- Fritz Brather (1880–1945), 1916–1945 Direktor des Realgymnasiums und Schriftsteller
- Carl Wilhelm Witterstätter (1883–1964), Flugpionier, Dozent am Technikum in Frankenhausen
- Walther Karl Johann Ernst Frahm (1884–1970), Kunstmaler und Graphiker, gestorben in Frankenhausen
- Hermann Groine (1897–1941), Politiker (NSDAP), studierte am Technikum in Frankenhausen
- Alf Teichs (1904–1992), Filmproduzent, zeitweise Leiter der Thomas-Müntzer-Festspiele in Frankenhausen
- Martin Gottfried Weiß (1905–1946), SS-Obersturmbannführer und KZ-Lagerkommandant, studierte am Technikum in Frankenhausen Elektrotechnik
- Ludwig Elsbett (1913–2003), Erfinder, studierte am Technikum in Frankenhausen
- Werner Tübke (1929–2004), Maler und Grafiker, Schöpfer des Bauernkriegspanoramas in Bad Frankenhausen
- Christa Wolf (1929–2011), Schriftstellerin, Abitur in Bad Frankenhausen (1949)
- Susanne Melior (* 1958), Politikerin (SPD), arbeitete zwischen 1984 und 1986 im Krankenhaus in Bad Frankenhausen
- Uwe Mundlos (1973–2011), Terrorist und mutmaßlicher Serienmörder, war von 1994 bis 1995 Grundwehrdienstleistender in der Kyffhäuser-Kaserne in Bad Frankenhausen